# Жубанов, Каир Ахметович
Каи́р Ахме́тович Жуба́нов (каз. Қайыр Ахметұлы Жұбанов; 29 июля 1935, Темирский район, Актюбинская область, КазАССР, СССР — 26 декабря 2021) — советский и казахстанский учёный, доктор химических наук (1981), профессор (1983), академик Национальной академии наук Казахстана (НАН) (1989).
Лауреат Госпремии РК, Заслуженный деятель РК, Заслуженный изобретатель РК, кавалер ордена «Кұрмет» и медали «За трудовую доблесть».

## Биография
Происходит из рода шекти племени алимулы Младшего жуза.
В 1958 году окончил Московский нефтяной институт. В 1958—1969 годах занимался научно-исследовательской работой в Институте химических наук и Институте органического катализа и электрохимии АН Казахстана.
В 1976 году — зав. кафедрой катализа и технической химии Казахского государственного университета.
С 1992 года директор научно-и исследовательского института новых химических технологий и материалов.
Скончался 26 декабря 2021 года.
- Дети:дочь Лейла Каировна Жубанова ( 1959 г.р.) , сын Сакен Каирович Жубанов ( 1967-1994 г.)
- Внуки : Роман Булуктаев,  Аблай Жубанов

## Научная деятельность
Научные работы в области нефтепереработки и нефтехимии, переработки угля для получения горючих и смазочных материалов и полупродуктов для органического синтеза; переработки жиров, получения моющих средств и парфюмерно-косметических препаратов; получения лекарств, препаратов на базе органического и неорганического сырья; разработки эффективных промышленных катализаторов для органических и неорганических реакций.
Работы:
- Гидрирование растительных жиров. — А., 1972 (соавт.);
- Катализаторы гидрогенизации. — А., 1975 (соавт.);
- Моделирование и оптимизация промышленных реакторов с неподвижным слоем катализатора. — А., 1998 (соавт.);
- Металлокомплексные катализаторы с фосфорсодержащими лигандами. — А., 2000.